# Suisse aux Jeux olympiques d'hiver de 2018
La Suisse participe aux Jeux olympiques d'hiver de 2018 à Pyeongchang en Corée du Sud du 9 au 25 février 2018. Il s'agit de sa vingt-troisième participation à des Jeux d'hiver.

## Préparation et objectifs
Au moment d'arrêter les derniers noms des athlètes qui représenteront la Suisse, les responsables de la délégation annoncent que cette dernière est la plus garnie jamais rassemblée pour des Jeux d'hiver: 171 sportifs. À Sotchi en 2014, ils étaient 163, déjà un record. « Cette évolution montre à quel point le travail des fédérations et des entraîneurs est bon », a déclaré Ralph Stöckli, le chef de Mission de Swiss Olympic, le 29 janvier 2018, au moment d'annoncer la liste définitive. Entre l'annonce du nombre d'athlètes sélectionnés et le début des différentes compétitions, le chiffre passe à 170.
Une conférence de presse durant laquelle l'ancien curleur a fixé l'objectif helvétique à plus de onze médailles, la moisson récoltée en Russie quatre ans plus tôt. « Finalement, nous aimerions faire mieux qu’à Sotchi. Mais nous savons aussi que beaucoup de facteurs doivent être réunis pour que nos athlètes puissent réaliser leur meilleure performance au bon moment et fêter des succès. »

## Délégation

### Critères de sélection
Outre la convention que les athlètes doivent signer avec Swiss Olympic pour participer aux Jeux, différentes conditions sont fixées par l'organe faîtier suisse pour se rendre en Corée du Sud. Si la qualification d'une équipe suisse pour un sport collectif ne dépend que des critères convenus par les différentes fédérations internationales (CIO, IIHF), Swiss Olympic a par contre des exigences différentes en ce qui concerne les sports individuels :
- Athlètes médaillables ou diplômables
  - Catégorie : ils font régulièrement partis des 8 meilleurs de leur sport au niveau international
  - Objectif : obtenir une médaille ou un diplôme
- Athlètes médaillables ou diplômables à moyen terme
  - Catégorie : ils ont des chances de médaille ou de diplôme aux Jeux olympiques de Pékin en 2022
  - Objectif : acquérir de l'expérience pour Pékin 2022 et viser leur record personnel
- Athlètes pouvant améliorer leur record personnel
  - Catégorie : ils se basent sur les critères de fédérations de leur sport pour être sélectionnés et n'ont presque aucune chance de médaille à PyeongChang ou Pékin en 2022, mais peuvent améliorer leur meilleure marque personnelle
  - Objectif : acquérir une expérience olympique et devenir les futurs ambassadeurs des valeurs de l'olympisme auprès de la population

De plus, Swiss Olympic prend notamment en compte les blessures des athlètes pour leur sélection, l'aspect tactique (ski de fond, skicross par exemple) et les quotas attribués à chaque nation. Concernant ce dernier point, elle précise qu'elle ne réattribue pas une place qualificative à un athlète qui ne remplit pas les critères minimaux, même si le quota n'est pas atteint.
La commission de sélection est composée de :
- Ralph Stöckli (chef de mission)
- Jürg Stahl (président de Swiss Olympic)
- Ruth Wipfli Steinegger (juriste et membre du comité exécutif de Swiss Olympic)
- Marc Schneeberger (président de la commission des athlètes et membre du comité exécutif de Swiss Olympic)

### Sélection
Le tableau suivant montre les athlètes suisses sélectionnés par Swiss Olympic dans chaque discipline :
| Sport            | Discipline          | Discipline | Hommes | Femmes | Total |
| ---------------- | ------------------- | ---------- | --- | --- | ----- |
| Bobsleigh        | Bobsleigh           |            | 9 Amrhein, Badraun, Baumann, Bracher, Friedli, Knuser, Kuonen, Meier, Peter | 3 Hafner, E. Rebsamen, R. Rebsamen | 12    |
| Curling          | Curling             |            | 6 · De Cruz *, Märki *, Pätz *, Rios *, · Schwarz *, Tanner * | 5 · Albrecht, Neuenschwander, Perret *, Siegrist, Tirinzoni | 11    |
| Hockey sur glace | Hockey sur glace    |            | 25 Almond, Ambühl, Blum, Bodenmann, Corvi, Diaz, Du Bois, Furrer, Geering, Genoni, Haas, Herzog, Hiller, Hofmann, Hollenstein, Loeffel, Moser, Praplan, Rüfenacht, Schäppi, Scherwey, Schlumpf, Stephan, Suter, Untersander | 23 Alder, Allemann, Altmann, L. Benz, S. Benz, Brändli, Bullo, Forster, Gass, Meier, Müller, Raselli, Rüedi, Rüegg, Schelling, Sigrist, Staenz, Stalder, I. Waidacher, M. Waidacher, N. Waidacher, Wetli, Zollinger | 48    |
| Luge             | Luge                |            | Aucun | 1 Kocher | 1     |
| Patinage         | Patinage artistique |            | Aucun | 1 Paganini | 1     |
| Patinage         | Patinage de vitesse |            | 1 Wenger | 1 Härdi | 2     |
| Skeleton         | Skeleton            |            | Aucun | 1 Gilardoni | 1     |
| Ski acrobatique  | Ski acrobatique     |            | 15 · Ambühl, Bischofberger , Bösch, Briguet, Fiva, Gasser, · Gisler, Gygax, Hunziker, Isler, Kreienbühl, Lenherr, · Niederer, Ragettli, Roth                                                                                | 7 · Annen, Gantenbein, Gremaud , Höfflin , · Lüdi, Scanzio, Smith | 22    |
| Ski alpin        | Ski alpin           |            | 13 · Aerni *, G. Caviezel, M. Caviezel, Feuz , Gisin, Janka, · Küng, Meillard, Murisier, Roulin, Tumler, · Yule *, Zenhäusern *                                                                                             | 8 · Feierabend *, Flury, Gisin , Gut, Hählen, Holdener *, · Suter, Wild | 21    |
| Ski nordique     | Biathlon            |            | 5 Dolder, Finello, Jäger, Weger, Wiestner | 5 Cadurisch, Chernousova-Gasparin, Häcki, A. Gasparin, E. Gasparin | 10    |
| Ski nordique     | Combiné nordique    |            | 1 Hug | Aucune | 1     |
| Ski nordique     | Saut à ski          |            | 2 Ammann, Deschwanden | Aucune | 2     |
| Ski nordique     | Ski de fond         |            | 8 · Baumann, Cologna (porte-drapeau, ouverture) , Furger, · Hediger, Käser, Livers, Pralong, Schnider | 4 Fähndrich, Hiernickel, Van Der Graaff, Von Siebenthal | 12    |
| Snowboard        | Snowboard           |            | 13 · Allenspach, Bösiger, Burgener, Caviezel, Flütsch, · Galmarini , Hablützel, Huber, Koblet, Lymann, · Podladtchikov, Schärer, Scherrer, Thönen                                                                           | 12 Candrian, Casanova, Derungs, Hasler, Jenny, Könz, Kummer, Meiler, Müller, Rohrer, Somaini, Zogg | 25    |
| Total            | Total               | Total      | 99 hommes | 71 femmes | 170   |

* médaille obtenue en équipe

#### Forfaits avant les Jeux
Entre l'annonce de leur sélection et le début des compétitions, plusieurs athlètes ont dû renoncer pour cause de blessure. Le 28 janvier 2018, le hockeyeur du Lausanne HC Joël Vermin jette l'éponge à cause d'un choc avec un but lors d'un match de championnat. C'est l'attaquant du HC Lugano Grégory Hofmann qui le remplace. Pas en forme durant l'hiver, le fondeur Jason Rüesch décide également de faire l'impasse sur le rendez-vous coréen. Fin janvier, blessé à un genou lors d'un entraînement, c'est le skieur acrobatique (bosses) Marco Tadé qui doit renoncer.
Un jour avant la cérémonie d'ouverture, la skieuse valaisanne Mélanie Meillard doit, elle, quitter PyeongChang en raison d'une blessure au genou gauche contractée à l'entraînement. Une infortune qui lui coûte également la fin de sa saison. Malade, le bobeur Sandro Ferrari est, lui, remplacé par Alain Knuser ce même 8 février.

#### Forfaits pendant les Jeux
Le 9 février, insuffisamment remis d'une blessure contractée quelques jours avant le début des Jeux, le snowboarder Iouri Podladtchikov, champion olympique en half-pipe à Sotchi, en 2014, annonce son forfait. Comme Iouri Podladtchikov, David Hablützel se blesse peu avant les joutes olympiques. Et doit également jeter l'éponge, non remis d'une commotion.

## Récompenses

### Médailles
| Sport                   | Discipline             | Athlète(s)                                                                            | Performance                      | Date       |
| ----------------------- | ---------------------- | ------------------------------------------------------------------------------------- | -------------------------------- | ---------- |
| Médailles d'or : 5      |                        |                                                                                       |                                  |            |
| Ski de fond             | 15 kilomètres hommes   | Dario Cologna                                                                         | 33 min 43 s 9                    | 16 février |
| Ski acrobatique         | Slopestyle femmes      | Sarah Höfflin                                                                         | 91,20 pts                        | 17 février |
| Ski alpin               | Combiné femmes         | Michelle Gisin                                                                        | 2 min 20 s 90                    | 22 février |
| Ski alpin               | Team Event             | Denise Feierabend Wendy Holdener Daniel Yule Ramon Zenhäusern Luca Aerni (remplaçant) | Finale Autriche 3-1              | 24 février |
| Snowboard               | Slalom géant parallèle | Nevin Galmarini                                                                       | Finale Lee Sang-ho (KOR) +0 s 43 | 24 février |
| Médailles d’argent : 6  |                        |                                                                                       |                                  |            |
| Curling                 | Double mixte           | Jenny Perret Martin Rios                                                              | Finale Canada 3-10               | 13 février |
| Ski alpin               | Super-G hommes         | Beat Feuz                                                                             | 1 min 24 s 57                    | 16 février |
| Ski alpin               | Slalom femmes          | Wendy Holdener                                                                        | 1 min 38 s 68                    | 16 février |
| Ski alpin               | Slalom hommes          | Ramon Zenhäusern                                                                      | 1 min 39 s 33                    | 22 février |
| Ski acrobatique         | Slopestyle femmes      | Mathilde Gremaud                                                                      | 88,00 pts                        | 17 février |
| Ski acrobatique         | Ski cross hommes       | Marc Bischofberger                                                                    | 2e place de la finale            | 21 février |
| Médailles de bronze : 4 |                        |                                                                                       |                                  |            |
| Ski alpin               | Descente hommes        | Beat Feuz                                                                             | 1 min 40 s 43                    | 15 février |
| Ski alpin               | Combiné femmes         | Wendy Holdener                                                                        | 2 min 22 s 34                    | 22 février |
| Ski acrobatique         | Ski cross femmes       | Fanny Smith                                                                           | 3e place de la finale            | 23 février |
| Curling                 | Tournoi masculin       | Peter de Cruz Claudio Pätz Benoît Schwarz Valentin Tanner Dominik Märki (remplaçant)  | Petite finale Canada 7-5         | 23 février |

| Sport           | Médaille d'or, Jeux olympiques | Médaille d'argent, Jeux olympiques | Médaille de bronze, Jeux olympiques | Ensemble |
| --------------- | ------------------------------ | ---------------------------------- | ----------------------------------- | -------- |
| Ski alpin       | 2                              | 3                                  | 2                                   | 7        |
| Ski acrobatique | 1                              | 2                                  | 1                                   | 4        |
| Ski de fond     | 1                              | 0                                  | 0                                   | 1        |
| Snowboard       | 1                              | 0                                  | 0                                   | 1        |
| Curling         | 0                              | 1                                  | 1                                   | 2        |

| Jour     | Date       | Médaille d'or, Jeux olympiques | Médaille d'argent, Jeux olympiques | Médaille de bronze, Jeux olympiques | Ensemble |
| -------- | ---------- | ------------------------------ | ---------------------------------- | ----------------------------------- | -------- |
| 1er jour | 8 février  | —                              | —                                  | —                                   | —        |
| 2e jour  | 9 février  | —                              | —                                  | —                                   | —        |
| 3e jour  | 10 février | 0                              | 0                                  | 0                                   | 0        |
| 4e jour  | 11 février | 0                              | 0                                  | 0                                   | 0        |
| 5e jour  | 12 février | 0                              | 0                                  | 0                                   | 0        |
| 6e jour  | 13 février | 0                              | 1                                  | 0                                   | 1        |
| 7e jour  | 14 février | 0                              | 0                                  | 0                                   | 0        |
| 8e jour  | 15 février | 0                              | 0                                  | 1                                   | 1        |
| 9e jour  | 16 février | 1                              | 2                                  | 0                                   | 3        |
| 10e jour | 17 février | 1                              | 1                                  | 0                                   | 2        |
| 11e jour | 18 février | 0                              | 0                                  | 0                                   | 0        |
| 12e jour | 19 février | 0                              | 0                                  | 0                                   | 0        |
| 13e jour | 20 février | 0                              | 0                                  | 0                                   | 0        |
| 14e jour | 21 février | 0                              | 1                                  | 0                                   | 1        |
| 15e jour | 22 février | 1                              | 1                                  | 1                                   | 3        |
| 16e jour | 23 février | 0                              | 0                                  | 2                                   | 2        |
| 17e jour | 24 février | 2                              | 0                                  | 0                                   | 2        |
| 18e jour | 25 février | 0                              | 0                                  | 0                                   | 0        |
| Total    | Total      | 5                              | 6                                  | 4                                   | 15       |

### Diplômes
| Rang | Discipline          | Épreuve                   | Athlète(s)                                                                                           | Performance                      | Date            |
| ---- | ------------------- | ------------------------- | --- | -------------------------------- | --------------- |
| 4e   | Ski alpin           | Super-G femmes            | Lara Gut                                                                                             | 1 min 21 s 23                    | 17 février 2018 |
| 4es  | Ski de fond         | Sprint par équipes femmes | Laurien Van Der Graaff Nadine Fähndrich                                                              | 4e place de la finale            | 21 février 2018 |
| 4e   | Patinage de vitesse | Mass start hommes         | Livio Wenger                                                                                         | 8 min 13 s 8 11 points           | 24 février 2018 |
| 4es  | Bobsleigh           | Bob à quatre hommes       | Rico Peter (pilote) Thomas Amrhein Simon Friedli Michael Kuonen Alex Baumann (remplaçant)            | 3 min 16 s 59                    | 25 février 2018 |
| 5e   | Snowboard           | Half-pipe hommes          | Patrick Burgener                                                                                     | 89,75 points                     | 14 février 2018 |
| 5es  | Hockey sur glace    | Tournoi féminin           | Suisse                                                                                               | Match pour le 5e place Japon 1-0 | 20 février 2018 |
| 5e   | Ski acrobatique     | Ski cross hommes          | Armin Niederer                                                                                       | 1re place de la finale B         | 21 février 2018 |
| 5e   | Snowboard           | Big air femmes            | Sina Candrian                                                                                        | 140,25 points                    | 22 février 2018 |
| 6e   | Ski de fond         | Skiathlon femmes          | Nathalie von Siebenthal                                                                              | 41 min 2 s 5                     | 10 février 2018 |
| 6e   | Ski de fond         | Skiathlon hommes          | Dario Cologna                                                                                        | 1 h 16 min 45 s 1                | 11 février 2018 |
| 6e   | Biathlon            | Poursuite hommes          | Benjamin Weger                                                                                       | 33 min 54 s 8 Pén. : 2 (1+0+0+1) | 12 février 2018 |
| 6e   | Ski de fond         | 10 km femmes              | Nathalie von Siebenthal                                                                              | 25 min 50 s 3                    | 15 février 2018 |
| 6e   | Biathlon            | Individuel hommes         | Benjamin Weger                                                                                       | 48 min 52 s 4 Pén. : 1 (1+0+0+0) | 15 février 2018 |
| 6e   | Ski alpin           | Descente femmes           | Corinne Suter                                                                                        | 1 min 40 s 29                    | 21 février 2018 |
| 6es  | Biathlon            | Relais 4 x 6 km femmes    | Elisa Gasparin Lena Häcki Selina Gasparin Irene Cadurisch                                            | 1 h 12 min 46 s 9 Pén. : 0+16    | 22 février 2018 |
| 6e   | Snowboard           | Big air hommes            | Michael Schärer                                                                                      | 140,75 points                    | 24 février 2018 |
| 7e   | Snowboard           | Slopestyle femmes         | Sina Candrian                                                                                        | 66,35 points                     | 12 février 2018 |
| 7es  | Ski de fond         | Relais 4 x 5 km femmes    | Laurien Van Der Graaff Nadine Fähndrich Nathalie von Siebenthal Lydia Hiernickel                     | 13 min 6 s 7                     | 17 février 2018 |
| 7e   | Ski acrobatique     | Slopestyle hommes         | Andri Ragettli                                                                                       | 85,80 pts                        | 18 février 2018 |
| 7es  | Curling             | Tournoi féminin           | Silvana Tirinzoni Marlene Albrecht Esther Neuenschwander Manuela Siegrist Jenny Perret (remplaçante) | 7e place du round robin          | 21 février 2018 |
| 7e   | Ski acrobatique     | Ski cross femmes          | Sanna Lüdi                                                                                           | 3e place de la finale B          | 23 février 2018 |
| 8e   | Biathlon            | Poursuite femmes          | Lena Häcki                                                                                           | 32 min 16 s 8 Pén. : 3 (1+1+1+0) | 12 février 2018 |
| 8e   | Biathlon            | Sprint femmes             | Irene Cadurisch                                                                                      | 21 min 51 s 7 Pén. : 1 (0+1)     | 10 février 2018 |
| 8e   | Biathlon            | Individuel femmes         | Elisa Gasparin                                                                                       | 43 min 22 s 4 Pén. : 1 (1+0+0+0) | 15 février 2018 |
| 8e   | Ski alpin           | Descente femmes           | Michelle Gisin                                                                                       | 1 min 40 s 55                    | 21 février 2018 |
| 8e   | Ski alpin           | Slalom hommes             | Daniel Yule                                                                                          | 1 min 40 s 12                    | 22 février 2018 |
| 8e   | Snowboard           | Big air hommes            | Jonas Bösiger                                                                                        | 118,25 points                    | 24 février 2018 |

## Épreuves

### Biathlon

#### Hommes
| Athlète                                                     | Épreuve             | Temps            | Pénalité    | Rang |
| ----------------------------------------------------------- | ------------------- | ---------------- | ----------- | ---- |
| Mario Dolder                                                | Sprint              | 25 min 54 s 8    | 5 (3+2)     | 64e  |
| Mario Dolder                                                | 20 km               | 52 min 46 s 5    | 3 (0+1+0+2) | 49e  |
| Jeremy Finello                                              | Sprint              | 25 min 54 s 7    | 3 (2+1)     | 63e  |
| Jeremy Finello                                              | 20 km               | 52 min 37 s 5    | 3 (0+1+0+2) | 47e  |
| Benjamin Weger                                              | Sprint              | 24 min 15 s 5    | 1 (0+1)     | 15e  |
| Benjamin Weger                                              | Poursuite           | 33 min 54 s 8    | 2 (1+0+0+1) | 6e   |
| Benjamin Weger                                              | 20 km               | 48 min 52 s 4    | 1 (1+0+0+0) | 6e   |
| Benjamin Weger                                              | Mass start          | 38 min 10 s 5    | 5 (2+2+1+0) | 27e  |
| Serafin Wiestner                                            | Sprint              | 24 min 2 s 3     | 1 (0+1)     | 9e   |
| Serafin Wiestner                                            | Poursuite           | 36 min 37 s 0    | 6 (0+1+3+2) | 28e  |
| Serafin Wiestner                                            | Mass start          | 38 min 0 s 9     | 3 (2+1+0+0) | 24e  |
| Benjamin Weger Mario Dolder Jeremy Finello Serafin Wiestner | Relais (4 × 7,5 km) | 1 h 23 min 6 s 1 | 5+19        | 15es |

#### Femmes
| Athlète                                                               | Épreuve           | Temps             | Pénalité    | Rang |
| --------------------------------------------------------------------- | ----------------- | ----------------- | ----------- | ---- |
| Irene Cadurisch                                                       | Sprint            | 21 min 51 s 7     | 1 (0+1)     | 8e   |
| Irene Cadurisch                                                       | Poursuite         | 32 min 52 s 8     | 4 (0+0+3+1) | 16e  |
| Irene Cadurisch                                                       | Mass start        | 39 min 44 s 7     | 4 (2+1+1+0) | 28e  |
| Selina Chernousova-Gasparin                                           | Sprint            | 23 min 18 s 4     | 4 (3+1)     | 41e  |
| Selina Chernousova-Gasparin                                           | Poursuite         | 34 min 40 s 2     | 5 (2+2+1+0) | 39e  |
| Selina Chernousova-Gasparin                                           | 15 km             | 48 min 7 s 4      | 5 (1+0+2+2) | 65e  |
| Lena Häcki                                                            | Sprint            | 22 min 39 s 7     | 3 (1+2)     | 26e  |
| Lena Häcki                                                            | Poursuite         | 32 min 16 s 8     | 3 (1+1+1+0) | 8e   |
| Lena Häcki                                                            | 15 km             | 45 min 22 s 5     | 4 (1+2+1+0) | 34e  |
| Lena Häcki                                                            | Mass start        | 38 min 22 s 3     | 4 (1+2+0+1) | 23e  |
| Elisa Gasparin                                                        | Sprint            | 22 min 52 s 4     | 2 (0+2)     | 31e  |
| Elisa Gasparin                                                        | Poursuite         | 34 min 11 s 2     | 5 (2+2+1+0) | 35e  |
| Elisa Gasparin                                                        | 15 km             | 43 min 22 s 4     | 1 (1+0+0+0) | 8e   |
| Elisa Gasparin                                                        | Mass start        | 39 min 21 s 0     | 5 (0+2+1+2) | 27e  |
| Aita Gasparin                                                         | 15 km             | 48 min 26 s 2     | 5 (1+2+1+1) | 68e  |
| Elisa Gasparin Lena Häcki Selina Chernousova-Gasparin Irene Cadurisch | Relais (4 × 6 km) | 1 h 12 min 46 s 9 | 0+16        | 6es  |

#### Relais mixte
| Athlètes                                                  | Épreuve      | Temps             | Pénalité | Rang |
| --------------------------------------------------------- | ------------ | ----------------- | -------- | ---- |
| Elisa Gasparin Lena Häcki Benjamin Weger Serafin Wiestner | Relais mixte | 1 h 11 min 31 s 4 | 1+6 0+7  | 13es |

### Bobsleigh
| Athlètes                                                                          | Épreuve             | Manche 1 | Manche 1 | Manche 2 | Manche 2 | Manche 3 | Manche 3 | Manche 4 | Manche 4 | Total         | Total |
| Athlètes                                                                          | Épreuve             | Temps    | Rang     | Temps    | Rang     | Temps    | Rang     | Temps    | Rang     | Temps         | Rang  |
| --------------------------------------------------------------------------------- | ------------------- | -------- | -------- | -------- | -------- | -------- | -------- | -------- | -------- | ------------- | ----- |
| Rico Peter* Simon Friedli                                                         | Bob à deux hommes   | 49 s 72  | 16es     | 49 s 53  | 9es      | 49 s 52  | 10es     | 49 s 49  | 9es      | 3 min 18 s 26 | 11es  |
| Clemens Bracher* Michael Kuonen                                                   | Bob à deux hommes   | 49 s 73  | 17es     | 49 s 90  | 19es     | 49 s 64  | 16es     | 49 s 56  | =10es    | 3 min 18 s 83 | 16es  |
| Rico Peter* Thomas Amrhein Simon Friedli Michael Kuonen Alex Baumann (remplaçant) | Bob à quatre hommes | 49 s 05  | 8es      | 49 s 16  | =2es     | 48 s 87  | 2es      | 49 s 51  | 1ers     | 3 min 16 s 59 | 4es   |
| Clemens Bracher* Fabio Badraun Alain Knuser Martin Meier                          | Bob à quatre hommes | 49 s 06  | =9es     | 49 s 54  | 16es     | 49 s 59  | 16es     | 49 s 72  | 14es     | 3 min 17 s 91 | 14es  |

| Athlètes                                          | Épreuve           | Manche 1 | Manche 1 | Manche 2 | Manche 2 | Manche 3 | Manche 3 | Manche 4 | Manche 4 | Total         | Total |
| Athlètes                                          | Épreuve           | Temps    | Rang     | Temps    | Rang     | Temps    | Rang     | Temps    | Rang     | Temps         | Rang  |
| ------------------------------------------------- | ----------------- | -------- | -------- | -------- | -------- | -------- | -------- | -------- | -------- | ------------- | ----- |
| Sabina Hafner* Eveline Rebsamen ou Rahel Rebsamen | Bob à deux femmes | 50 s 86  | 8es      | 51 s 16  | 10es     | 51 s 6   | 9es      | 51 s 21  | =9es     | 3 min 24 s 30 | 9es   |

* – Indique le ou la pilote du bob

### Combiné nordique
| Athlète | Épreuve         | Saut à ski | Saut à ski | Saut à ski | Ski de fond   | Ski de fond | Total         | Total |
| Athlète | Épreuve         | Distance   | Points     | Rang       | Temps         | Rang        | Temps         | Rang  |
| ------- | --------------- | ---------- | ---------- | ---------- | ------------- | ----------- | ------------- | ----- |
| Tim Hug | Tremplin normal | 97 m       | 90,9       | 26e        | 24 min 59 s 4 | 25e         | 27 min 38 s 4 | 27e   |
| Tim Hug | Grand tremplin  | 117,5 m    | 104,6      | 27e        | 24 min 23 s 5 | 30e         | 26 min 40 s 5 | 24e   |

### Curling

#### Tournoi masculin
Dans le tournoi masculin, la Suisse est représentée par le CC Genève.
| Position   | Nom             |
| ---------- | --------------- |
| Skip       | Benoît Schwarz  |
| Third      | Claudio Pätz    |
| Second     | Peter de Cruz   |
| Lead       | Valentin Tanner |
| Remplaçant | Dominik Märki   |
| Entraîneur | Claudio Pescia  |

##### Premier tour
| Légende                                  |
| Équipes qualifiées pour les demi-finales |
| Équipes qualifiées pour le barrage       |
| Équipes éliminées                        |

| Rang | Pays            | V | D | bp | bc | Manches gagnées | Manches perdues | Manches blanches | Vols pour | Tirs % |
| ---- | --------------- | - | - | -- | -- | --------------- | --------------- | ---------------- | --------- | ------ |
| 1    | Suède           | 7 | 2 | 62 | 43 | 34              | 28              | 13               | 8         | 87 %   |
| 2    | Canada          | 6 | 3 | 56 | 46 | 36              | 34              | 14               | 8         | 87 %   |
| 3    | États-Unis      | 5 | 4 | 67 | 63 | 37              | 39              | 4                | 6         | 80 %   |
| 4    | Grande-Bretagne | 5 | 4 | 55 | 60 | 40              | 37              | 8                | 7         | 82 %   |
| 4    | Suisse          | 5 | 4 | 60 | 55 | 39              | 37              | 10               | 6         | 83 %   |
| 6    | Norvège         | 4 | 5 | 45 | 54 | 32              | 36              | 6                | 6         | 82 %   |
| 6    | Corée du Sud    | 4 | 5 | 54 | 59 | 40              | 41              | 7                | 8         | 82 %   |
| 6    | Japon           | 4 | 5 | 48 | 56 | 33              | 35              | 13               | 5         | 81 %   |
| 9    | Italie          | 3 | 6 | 50 | 56 | 37              | 38              | 15               | 7         | 81 %   |
| 10   | Danemark        | 2 | 7 | 53 | 70 | 36              | 39              | 12               | 5         | 83 %   |

##### Tie-break
| Équipes         | 1 | 2 | 3 | 4 | 5 | 6 | 7 | 8 | 9 | 10 | 11 | Total |
| --------------- | - | - | - | - | - | - | - | - | - | -- | -- | ----- |
| Suisse          | 0 | 1 | 0 | 0 | 2 | 1 | 0 | 0 | 5 | -  | -  | 9     |
| Grande-Bretagne | 2 | 0 | 0 | 2 | 0 | 0 | 0 | 1 | 0 | -  | -  | 5     |

##### Demi-finale
| Équipes | 1 | 2 | 3 | 4 | 5 | 6 | 7 | 8 | 9 | 10 | 11 | Total |
| ------- | - | - | - | - | - | - | - | - | - | -- | -- | ----- |
| Suède   | 2 | 0 | 0 | 4 | 0 | 2 | 1 | 0 | - | -  | -  | 9     |
| Suisse  | 0 | 1 | 0 | 0 | 1 | 0 | 0 | 1 | - | -  | -  | 3     |

##### Petite finale
| Équipes | 1 | 2 | 3 | 4 | 5 | 6 | 7 | 8 | 9 | 10 | 11 | Total |
| ------- | - | - | - | - | - | - | - | - | - | -- | -- | ----- |
| Suisse  | 0 | 1 | 1 | 0 | 2 | 0 | 2 | 0 | 1 | -  | -  | 7     |
| Canada  | 0 | 0 | 0 | 2 | 0 | 1 | 0 | 2 | 0 | -  | -  | 5     |

#### Tournoi féminin
Dans le tournoi féminin, la Suisse est représentée par le CC Aarau.
| Position    | Nom                   |
| ----------- | --------------------- |
| Skip        | Silvana Tirinzoni     |
| Third       | Marlene Albrecht      |
| Second      | Esther Neuenschwander |
| Lead        | Manuela Siegrist      |
| Remplaçante | Jenny Perret          |
| Entraîneur  | Gerry Adam            |

##### Premier tour
| Légende                                  |
| Équipes qualifiées pour les demi-finales |
| Équipes éliminées                        |

| Rang | Pays                          | V | D | bp | bc | Manches gagnées | Manches perdues | Manches blanches | Vols pour | Tirs % |
| ---- | ----------------------------- | - | - | -- | -- | --------------- | --------------- | ---------------- | --------- | ------ |
| 1    | Corée du Sud                  | 8 | 1 | 75 | 44 | 41              | 34              | 5                | 15        | 79 %   |
| 2    | Suède                         | 7 | 2 | 64 | 48 | 42              | 34              | 14               | 13        | 83 %   |
| 3    | Grande-Bretagne               | 6 | 3 | 61 | 56 | 39              | 38              | 12               | 6         | 79 %   |
| 4    | Japon                         | 5 | 4 | 59 | 55 | 38              | 36              | 10               | 13        | 75 %   |
| 5    | Chine                         | 4 | 5 | 57 | 65 | 35              | 38              | 12               | 5         | 78 %   |
| 6    | Canada                        | 4 | 5 | 68 | 59 | 40              | 36              | 10               | 12        | 81 %   |
| 7    | Suisse                        | 4 | 5 | 60 | 55 | 34              | 37              | 12               | 7         | 78 %   |
| 8    | États-Unis                    | 4 | 5 | 56 | 65 | 38              | 39              | 7                | 6         | 78 %   |
| 9    | Athlètes olympiques de Russie | 2 | 7 | 45 | 76 | 34              | 40              | 8                | 6         | 76 %   |
| 10   | Danemark                      | 1 | 8 | 50 | 72 | 32              | 41              | 10               | 6         | 73 %   |

#### Tournoi mixte
| Position   | Nom            |
| ---------- | -------------- |
| Homme      | Martin Rios    |
| Femme      | Jenny Perret   |
| Entraîneur | Theo Schneider |

##### Premier tour
| Légende                                  |
| Équipes qualifiées pour les demi-finales |
| Équipes qualifiées pour le barrage       |
| Équipes éliminées                        |

| Rang | Pays                          | V | D | Pp | Pc | Manches gagnées | Manches perdues | Manches blanches | Vols pour | Pourcentage Tirs |
| ---- | ----------------------------- | - | - | -- | -- | --------------- | --------------- | ---------------- | --------- | ---------------- |
| 1    | Canada                        | 6 | 1 | 52 | 26 | 29              | 20              | 0                | 9         | 80 %             |
| 2    | Suisse                        | 5 | 2 | 45 | 33 | 29              | 26              | 0                | 10        | 72 %             |
| 3    | Athlètes olympiques de Russie | 4 | 3 | 36 | 44 | 26              | 27              | 1                | 7         | 67 %             |
| 4    | Chine                         | 4 | 3 | 47 | 42 | 27              | 27              | 1                | 6         | 72 %             |
| 4    | Norvège                       | 4 | 3 | 39 | 43 | 26              | 25              | 1                | 8         | 74 %             |
| 6    | Corée du Sud                  | 2 | 5 | 42 | 47 | 26              | 26              | 1                | 7         | 70 %             |
| 6    | États-Unis                    | 2 | 5 | 37 | 43 | 26              | 25              | 0                | 9         | 74 %             |
| 8    | Finlande                      | 1 | 6 | 35 | 53 | 23              | 29              | 0                | 6         | 66 %             |

##### Demi-finale
| Équipes      | 1 | 2 | 3 | 4 | 5 | 6 | 7 | 8 | 9 | Total |
| ------------ | - | - | - | - | - | - | - | - | - | ----- |
| Russie (OAR) | 0 | 2 | 0 | 0 | 2 | 1 | 0 | 0 | - | 5     |
| Suisse       | 2 | 0 | 1 | 1 | 0 | 0 | 2 | 1 | - | 7     |

##### Finale
| Équipes | 1 | 2 | 3 | 4 | 5 | 6 | 7 | 8 | 9 | Total |
| ------- | - | - | - | - | - | - | - | - | - | ----- |
| Canada  | 2 | 0 | 4 | 0 | 2 | 2 | - | - | - | 10    |
| Suisse  | 0 | 2 | 0 | 1 | 0 | 0 | - | - | - | 3     |

### Hockey sur glace

#### Tournoi masculin

##### Effectif
| No    | Nom                 | Position  | Club                    |
| ----- | ------------------- | --------- | ----------------------- |
| +063, | Leonardo Genoni     | Gardien   | CP Berne (NL)           |
| +001, | Jonas Hiller        | Gardien   | HC Bienne (NL)          |
| +052, | Tobias Stephan      | Gardien   | EV Zoug (NL)            |
| +058, | Eric Blum           | Défenseur | CP Berne (NL)           |
| +016, | Raphael Diaz - C    | Défenseur | EV Zoug (NL)            |
| +013, | Félicien Du Bois    | Défenseur | HC Davos (NL)           |
| +054, | Philippe Furrer - A | Défenseur | HC Lugano (NL)          |
| +004, | Patrick Geering     | Défenseur | ZSC Lions (NL)          |
| +055, | Romain Loeffel      | Défenseur | Genève-Servette HC (NL) |
| +027, | Dominik Schlumpf    | Défenseur | EV Zoug (NL)            |
| +065, | Ramon Untersander   | Défenseur | CP Berne (NL)           |
| +089, | Cody Almond         | Attaquant | Genève-Servette HC (NL) |
| +010, | Andres Ambühl       | Attaquant | HC Davos (NL)           |
| +023, | Simon Bodenmann     | Attaquant | CP Berne (NL)           |
| +071, | Enzo Corvi          | Attaquant | HC Davos (NL)           |
| +092, | Gaëtan Haas         | Attaquant | CP Berne (NL)           |
| +061, | Fabrice Herzog      | Attaquant | ZSC Lions (NL)          |
| +015, | Grégory Hofmann     | Attaquant | HC Lugano (NL)          |
| +070, | Denis Hollenstein   | Attaquant | EHC Kloten (NL)         |
| +082, | Simon Moser - A     | Attaquant | CP Berne (NL)           |
| +008, | Vincent Praplan     | Attaquant | EHC Kloten (NL)         |
| +009, | Thomas Rüfenacht    | Attaquant | CP Berne (NL)           |
| +019, | Reto Schäppi        | Attaquant | ZSC Lions (NL)          |
| +060, | Tristan Scherwey    | Attaquant | CP Berne (NL)           |
| +044, | Pius Suter          | Attaquant | ZSC Lions (NL)          |

Entraîneur : Patrick Fischer
 forfait :
- Joël Vermin (Lausanne HC) est remplacé par Grégory Hofmann (HC Lugano)[6]

##### Tour préliminaire
| Clt   | Équipe       | PJ | V | VP | VF | D | DP | DF | BP | BC | Diff | Pts |
| ----- | ------------ | -- | - | -- | -- | - | -- | -- | -- | -- | ---- | --- |
| +001, | Tchéquie     | 3  | 2 | 0  | 1  | 0 | 0  | 0  | 9  | 4  | +5   | 8   |
| +002, | Canada       | 3  | 2 | 0  | 0  | 0 | 0  | 1  | 11 | 4  | +7   | 7   |
| +003, | Suisse       | 3  | 1 | 0  | 0  | 2 | 0  | 0  | 10 | 9  | +1   | 3   |
| +004, | Corée du Sud | 3  | 0 | 0  | 0  | 3 | 0  | 0  | 1  | 14 | -13  | 0   |

- Quarts de finale
- Tour qualificatif

| 15 février 2018 | Suisse | 1-5 (0-2, 0-2, 1-1) | Canada | Centre de hockey de Kwandong 2 802 spectateurs |

| Feuille de match                          | Feuille de match                                  | Feuille de match        | Feuille de match | Feuille de match                                                                                       |
| ----------------------------------------- | ------------------------------------------------- | ----------------------- | --- | --- |
|                                           | Moser (Rüfenacht, Ambühl) — 47 min 33 s (SN + JS) | 0-1 0-2 0-3 0-4 1-4 1-5 | Bourque (Lee, Roy) — 2 min 57 s Noreau (Lee, Roy) — 7 min 30 s (SN) Bourque (Roy) — 25 min (SN) Wolski (Noreau) — 25 min 52 s Wolski (Kelly, Ebbett) — 54 min 53 s (CV) | Arbitrage : Antonín Jeřábek et Konstantin Olenine Juges de lignes : Jimmy Dahmen et Alexander Otmahkov |
| Genoni (25 min 52 s) Hiller (33 min 12 s) | Gardiens                                          | Scrivens                | | Arbitrage : Antonín Jeřábek et Konstantin Olenine Juges de lignes : Jimmy Dahmen et Alexander Otmahkov |
| 6 min                                     | Pénalités                                         | 6 min                   | | Arbitrage : Antonín Jeřábek et Konstantin Olenine Juges de lignes : Jimmy Dahmen et Alexander Otmahkov |
| 29                                        | Tirs                                              | 28                      | | Arbitrage : Antonín Jeřábek et Konstantin Olenine Juges de lignes : Jimmy Dahmen et Alexander Otmahkov |

| 17 février 2018 | Corée du Sud | 0-8 (0-1, 0-2, 0-5) | Suisse | Centre de hockey de Gangneung 6 568 spectateurs |

| Feuille de match                           | Feuille de match | Feuille de match                | Feuille de match | Feuille de match                                                                               |
| ------------------------------------------ | ---------------- | ------------------------------- | --- | ---------------------------------------------------------------------------------------------- |
|                                            |                  | 0-1 0-2 0-3 0-4 0-5 0-6 0-7 0-8 | Hollenstein (Haas, Loeffel) — 10 min 23 s Du Bois — 27 min 36 s Suter (Herzog) — 35 min 55 s Rüfenacht (Untersander, Almond) — 43 min 50 s Suter (Ambühl, Moser) — 45 min 17 s Schäppi (Almond, Geering) — 46 min 45 s Suter (Geering, Ambühl) — 51 min 24 s Corvi (Hofmann, Du Bois) — 55 min 10 s | Arbitrage : Jan Hribik et Aleksi Rantala Juges de lignes : Miroslav Lhotský et Fraser McIntyre |
| Dalton (45 min 17 s) Park S. (14 min 43 s) | Gardiens         | Hiller                          | | Arbitrage : Jan Hribik et Aleksi Rantala Juges de lignes : Miroslav Lhotský et Fraser McIntyre |
| 8 min                                      | Pénalités        | 10 min                          | | Arbitrage : Jan Hribik et Aleksi Rantala Juges de lignes : Miroslav Lhotský et Fraser McIntyre |
| 25                                         | Tirs             | 34                              | | Arbitrage : Jan Hribik et Aleksi Rantala Juges de lignes : Miroslav Lhotský et Fraser McIntyre |

| 18 février 2018 | Tchéquie | 4-1 (1-1, 0-0, 3-0) | Suisse | Centre de hockey de Gangneung 6 137 spectateurs |

| Feuille de match | Feuille de match | Feuille de match    | Feuille de match                        | Feuille de match                                                                                   |
| ---------------- | --- | ------------------- | --------------------------------------- | -------------------------------------------------------------------------------------------------- |
|                  | Řepík (Erat, Kolář) — 7 min 9 s Kubalík (Kovář, Kolář) — 43 min 2 s Červenka (Kolář) — 58 min 40 s Řepík (Birner, Nakládal) — 59 min 11 s | 1-0 1-1 2-1 3-1 4-1 | Rüfenacht (Ambühl, Suter) — 14 min 47 s | Arbitrage : Brett Iverson et Konstantin Olenin Juges de lignes : Judson Ritter et Nathan Vanoosten |
| Francouz         | Gardiens | Hiller              |                                         | Arbitrage : Brett Iverson et Konstantin Olenin Juges de lignes : Judson Ritter et Nathan Vanoosten |
| 10 min           | Pénalités | 2 min               |                                         | Arbitrage : Brett Iverson et Konstantin Olenin Juges de lignes : Judson Ritter et Nathan Vanoosten |
| 28               | Tirs | 29                  |                                         | Arbitrage : Brett Iverson et Konstantin Olenin Juges de lignes : Judson Ritter et Nathan Vanoosten |

##### Phase finale

###### Tour qualificatif
| 20 février 2018 | Suisse | 1-2 (pr) (0-1, 1-0, 0-0, 0-1) | Allemagne | Centre de hockey de Kwandong 2 878 spectateurs |

| Feuille de match | Feuille de match                    | Feuille de match | Feuille de match                                                                   | Feuille de match                                                                           |
| ---------------- | ----------------------------------- | ---------------- | ---------------------------------------------------------------------------------- | ------------------------------------------------------------------------------------------ |
|                  | Moser (Ambühl, Suter) — 23 min 40 s | 0-1 1-1 1-2      | Pföderl (Hördler, Hager) — 1 min 19 s (SN) Seidenberg (Kahun, Mauer) — 60 min 26 s | Arbitrage : Jan Hribik et Linus Öhlund Juges de lignes : Fraser McIntyre et Hannu Sormunen |
| Hiller           | Gardiens                            | Aus der Birken   |                                                                                    | Arbitrage : Jan Hribik et Linus Öhlund Juges de lignes : Fraser McIntyre et Hannu Sormunen |
| 29 min           | Pénalités                           | 12 min           |                                                                                    | Arbitrage : Jan Hribik et Linus Öhlund Juges de lignes : Fraser McIntyre et Hannu Sormunen |
| 21               | Tirs                                | 25               |                                                                                    | Arbitrage : Jan Hribik et Linus Öhlund Juges de lignes : Fraser McIntyre et Hannu Sormunen |

#### Tournoi féminin

##### Effectif
| No    | Nom                 | Position  | Club                                                 |
| ----- | ------------------- | --------- | ---------------------------------------------------- |
| +001, | Janine Alder        | Gardien   | Huskies de l'Université d'État de Saint Cloud (WCHA) |
| +031, | Andrea Brändli      | Gardien   | HC Schaffhouse (2e ligue masculine)                  |
| +041, | Florence Schelling  | Gardien   | Linköping HC (SDHL)                                  |
| +022, | Livia Altmann - C   | Défenseur | Raiders de Colgate (ECAC Hockey)                     |
| +021, | Laura Benz          | Défenseur | ZSC Lions (SWHL A)                                   |
| +023, | Nicole Bullo        | Défenseur | HC Lugano Ladies-Team (SWHL A)                       |
| +008, | Nicole Gass         | Défenseur | ZSC Lions (SWHL A)                                   |
| +019, | Christine Meier     | Défenseur | ZSC Lions (SWHL A)                                   |
| +009, | Shannon Sigrist     | Défenseur | ZSC Lions (SWHL A)                                   |
| +027, | Stefanie Wetli      | Défenseur | SC Weinfelden Ladies (SWHL A)                        |
| +011, | Sabrina Zollinger   | Défenseur | HV 71 (SDHL)                                         |
| +018, | Tess Allemann       | Attaquant | EV Bomo Thoune (SWHL A)                              |
| +013, | Sara Benz           | Attaquant | ZSC Lions (SWHL A)                                   |
| +003, | Sarah Forster       | Attaquant | EV Bomo Thoune (SWHL A)                              |
| +025, | Alina Müller        | Attaquant | ZSC Lions (SWHL A)                                   |
| +014, | Evelina Raselli - A | Attaquant | HC Lugano Ladies-Team (SWHL A)                       |
| +012, | Lisa Rüedi          | Attaquant | ZSC Lions/GCK Lions (SWHL A/SWHL B)                  |
| +026, | Dominique Rüegg     | Attaquant | ZSC Lions (SWHL A)                                   |
| +088, | Phoebe Staenz       | Attaquant | SDE HF (SDHL)                                        |
| +007, | Lara Stalder - A    | Attaquant | Linköping HC (SDHL)                                  |
| +024, | Isabel Waidacher    | Attaquant | ZSC Lions (SWHL A)                                   |
| +015, | Monika Waidacher    | Attaquant | ZSC Lions (SWHL A)                                   |
| +016, | Nina Waidacher      | Attaquant | ZSC Lions (SWHL A)                                   |

Entraîneur : Daniela Diaz

##### Tour préliminaire
| Clt   | Équipe | PJ | V | VP | D | DP | BP | BC | Diff | Pts |
| ----- | ------ | -- | - | -- | - | -- | -- | -- | ---- | --- |
| +001, | Suisse | 3  | 3 | 0  | 0 | 0  | 13 | 2  | +11  | 9   |
| +002, | Suède  | 3  | 2 | 0  | 1 | 0  | 11 | 3  | +8   | 6   |
| +003, | Japon  | 3  | 1 | 0  | 2 | 0  | 6  | 6  | 0    | 3   |
| +004, | Corée  | 3  | 0 | 0  | 3 | 0  | 1  | 20 | -19  | 0   |

- Quarts de finale
- Matchs de classement

| 10 février 2018 | Suisse | 8-0 (3-0, 3-0, 2-0) | Corée | Centre de hockey de Kwandong 3 606 spectateurs |

| Feuille de match | Feuille de match | Feuille de match                | Feuille de match | Feuille de match                                                                                    |
| ---------------- | --- | ------------------------------- | ---------------- | --------------------------------------------------------------------------------------------------- |
|                  | Müller (S. Benz) — 10 min 23 s (IN) Müller (S. Benz, Stalder) — 11 min 24 s Müller (S. Benz, Meier) — 19 min 48 s Müller — 21 min 26 s Staenz (Raselli, Rüedi) — 22 min 21 s Staenz (Raselli) — 37 min 19 s Stalder (Meier, Müller) — 49 min 42 s (SN) Stalder (Müller, Meier) — 51 min 48 s | 1-0 2-0 3-0 4-0 5-0 6-0 7-0 8-0 |                  | Arbitrage : Dina Allen et Gabrielle Ariano-Lortie Juges de lignes : Jessica Leclerc et Justine Todd |
| Schelling        | Gardiens | Shin                            |                  | Arbitrage : Dina Allen et Gabrielle Ariano-Lortie Juges de lignes : Jessica Leclerc et Justine Todd |
| 12 min           | Pénalités | 6 min                           |                  | Arbitrage : Dina Allen et Gabrielle Ariano-Lortie Juges de lignes : Jessica Leclerc et Justine Todd |
| 52               | Tirs | 8                               |                  | Arbitrage : Dina Allen et Gabrielle Ariano-Lortie Juges de lignes : Jessica Leclerc et Justine Todd |

| 12 février 2018 | Suisse | 3-1 (0-0, 2-0, 1-1) | Japon | Centre de hockey de Kwandong 4 033 spectateurs |

| Feuille de match | Feuille de match                                                                                             | Feuille de match | Feuille de match                   | Feuille de match                                                                          |
| ---------------- | --- | ---------------- | ---------------------------------- | ----------------------------------------------------------------------------------------- |
|                  | S. Benz (Rüegg, L. Benz) — 30 min 19 s (SN) S. Benz (Meier, Stalder) — 33 min 10 s (SN) Müller — 44 min 27 s | 1-0 2-0 3-0 3-1  | Kubo (Hori, H. Toko) — 47 min 33 s | Arbitrage : Gabriella Gran et Aina Hove Juges de lignes : Natasa Pagon et Jenni Heikkinen |
| Schelling        | Gardiens | N. Fujimoto      |                                    | Arbitrage : Gabriella Gran et Aina Hove Juges de lignes : Natasa Pagon et Jenni Heikkinen |
| 10 min           | Pénalités | 8 min            |                                    | Arbitrage : Gabriella Gran et Aina Hove Juges de lignes : Natasa Pagon et Jenni Heikkinen |
| 18               | Tirs | 38               |                                    | Arbitrage : Gabriella Gran et Aina Hove Juges de lignes : Natasa Pagon et Jenni Heikkinen |

| 14 février 2018 | Suède | 1-2 (0-0, 0-1, 1-1) | Suisse | Centre de hockey de Kwandong 3 545 spectateurs |

| Feuille de match | Feuille de match                                         | Feuille de match | Feuille de match                                                                      | Feuille de match                                                                              |
| ---------------- | -------------------------------------------------------- | ---------------- | ------------------------------------------------------------------------------------- | --------------------------------------------------------------------------------------------- |
|                  | - Borgqvist (Olsson, Nylén-Persson) — 47 min 35 s (SN) - | 0-1 1-1 1-2      | Müller (Meier, Stalder) — 33 min 51 s (SN) - Stänz (Meier, Müller) — 51 min 28 s (SN) | Arbitrage : Nikoleta Celárová et Katie Guay Juges de lignes : Charlotte Girard et Lisa Linnek |
| Grahn            | Gardiens                                                 | Schelling        |                                                                                       | Arbitrage : Nikoleta Celárová et Katie Guay Juges de lignes : Charlotte Girard et Lisa Linnek |
| 12 min           | Pénalités                                                | 8 min            |                                                                                       | Arbitrage : Nikoleta Celárová et Katie Guay Juges de lignes : Charlotte Girard et Lisa Linnek |
| 34               | Tirs                                                     | 47               |                                                                                       | Arbitrage : Nikoleta Celárová et Katie Guay Juges de lignes : Charlotte Girard et Lisa Linnek |

##### Phase finale

###### Quart de finale
| 17 février 2018 | Russie (OAR) | 6-2 (1-0, 2-2, 3-0) | Suisse | Centre de hockey de Kwandong 3 903 spectateurs |

| Feuille de match | Feuille de match | Feuille de match                | Feuille de match                                                       | Feuille de match                                                                                         |
| ---------------- | --- | ------------------------------- | ---------------------------------------------------------------------- | --- |
|                  | Chokhina — 7 min 22 s (2 SN) Koulichova (Smolina) — 33 min 53 s Ganeïeva (Chokhina) — 38 min 53 s (SN) Dergatchiova (Chokhina) — 47 min 36 s Chokhina (Dergatchiova) — 53 min 25 s (SN) Sossina — 59 min 8 s (IN + CV) | 1-0 1-1 1-2 2-2 3-2 4-2 5-2 6-2 | Müller (Meier) — 20 min 48 s Stalder (Stänz, Meier) — 31 min 47 s (SN) | Arbitrage : Nikoleta Celárová et Gabriella Gran Juges de lignes : Charlotte Girard et Johanna Tauriainen |
| Morozova         | Gardiens | Schelling                       |                                                                        | Arbitrage : Nikoleta Celárová et Gabriella Gran Juges de lignes : Charlotte Girard et Johanna Tauriainen |
| 12 min           | Pénalités | 8 min                           |                                                                        | Arbitrage : Nikoleta Celárová et Gabriella Gran Juges de lignes : Charlotte Girard et Johanna Tauriainen |
| 21               | Tirs | 19                              |                                                                        | Arbitrage : Nikoleta Celárová et Gabriella Gran Juges de lignes : Charlotte Girard et Johanna Tauriainen |

###### Match de classement
| 18 février 2018 | Suisse | 2-0 (1-0, 1-0, 0-0) | Corée | Centre de hockey de Kwandong 3 811 spectateurs |

| Feuille de match | Feuille de match                                                                     | Feuille de match | Feuille de match | Feuille de match                                                                                                |
| ---------------- | ------------------------------------------------------------------------------------ | ---------------- | ---------------- | --- |
|                  | Zollinger (Bullo, L. Benz) — 16 min 35 s (SN) Raselli (Rüegg, Altmann) — 38 min 52 s | 1-0 2-0          |                  | Arbitrage : Gabrielle Ariano-Lortie et Katarina Timglas Juges de lignes : Jenni Heikkinen et Veronica Johansson |
| Alder            | Gardiens                                                                             | Shin             |                  | Arbitrage : Gabrielle Ariano-Lortie et Katarina Timglas Juges de lignes : Jenni Heikkinen et Veronica Johansson |
| 2 min            | Pénalités                                                                            | 8 min            |                  | Arbitrage : Gabrielle Ariano-Lortie et Katarina Timglas Juges de lignes : Jenni Heikkinen et Veronica Johansson |
| 53               | Tirs                                                                                 | 19               |                  | Arbitrage : Gabrielle Ariano-Lortie et Katarina Timglas Juges de lignes : Jenni Heikkinen et Veronica Johansson |

###### Match pour la5eplace
| 20 février 2018 | Suisse | 1-0 (1-0, 0-0, 0-0) | Japon | Centre de hockey de Kwandong 3 958 spectateurs |

| Feuille de match | Feuille de match     | Feuille de match | Feuille de match | Feuille de match                                                                                              |
| ---------------- | -------------------- | ---------------- | ---------------- | --- |
|                  | Raselli — 3 min 19 s | 1-0              | -                | Arbitrage : Gabriella Gran et Katarina Timglas Juges de lignes : Charlotte Girard-Fabre et Veronica Johansson |
| Schelling        | Gardiens             | N. Fujimoto      |                  | Arbitrage : Gabriella Gran et Katarina Timglas Juges de lignes : Charlotte Girard-Fabre et Veronica Johansson |
| 6 min            | Pénalités            | 4 min            |                  | Arbitrage : Gabriella Gran et Katarina Timglas Juges de lignes : Charlotte Girard-Fabre et Veronica Johansson |
| 14               | Tirs                 | 20               |                  | Arbitrage : Gabriella Gran et Katarina Timglas Juges de lignes : Charlotte Girard-Fabre et Veronica Johansson |

### Luge
| Athlète        | Épreuve       | Manche 1 | Manche 1 | Manche 2 | Manche 2 | Manche 3   | Manche 3 | Manche 4 | Manche 4 | Total          | Total |
| Athlète        | Épreuve       | Temps    | Rang     | Temps    | Rang     | Temps      | Rang     | Temps    | Rang     | Temps          | Rang  |
| -------------- | ------------- | -------- | -------- | -------- | -------- | ---------- | -------- | -------- | -------- | -------------- | ----- |
| Martina Kocher | Simple femmes | 46 s 837 | 17e      | 46 s 657 | 15e      | 46 s 638 q | 11e      | 46 s 761 | 10e      | 3 min 06 s 893 | 11e   |

### Patinage artistique
| Athlète         | Épreuves | Programme court | Programme court | Programme libre | Programme libre | Total  | Total |
| Athlète         | Épreuves | Points          | Rang            | Points          | Rang            | Points | Rang  |
| --------------- | -------- | --------------- | --------------- | --------------- | --------------- | ------ | ----- |
| Alexia Paganini | Femmes   | 55,26           | 19e Q           | 101,00          | 22e             | 156,26 | 21e   |

### Patinage de vitesse

#### Hommes
| Athlète      | Épreuves     | Qualifications | Qualifications | Quarts de finale | Quarts de finale | Demi-finales           | Demi-finales | Finale D | Finale D | Finale C | Finale C | Finale B | Finale B | Finale A               | Finale A |
| Athlète      | Épreuves     | Temps          | Rang           | Temps            | Rang             | Temps                  | Rang         | Temps    | Rang     | Temps    | Rang     | Temps    | Rang     | Temps                  | Rang     |
| ------------ | ------------ | -------------- | -------------- | ---------------- | ---------------- | ---------------------- | ------------ | -------- | -------- | -------- | -------- | -------- | -------- | ---------------------- | -------- |
| Livio Wenger | 1 500 mètres | NC             | NC             | NC               | NC               | NC                     | NC           | NC       | NC       | NC       | NC       | NC       | NC       | 1 min 47 s 76          | 25e      |
| Livio Wenger | 5 000 mètres | NC             | NC             | NC               | NC               | NC                     | NC           | NC       | NC       | NC       | NC       | NC       | NC       | 6 min 24 s 16          | 17e      |
| Livio Wenger | Mass start   | NC             | NC             | NC               | NC               | 8 min 17 s 17 5 points | D2 : 7e Q    | NC       | NC       | NC       | NC       | NC       | NC       | 8 min 13 s 8 11 points | 4e       |

#### Femmes
| Athlète      | Épreuves   | Qualifications | Qualifications | Quarts de finale | Quarts de finale | Demi-finales | Demi-finales | Finale D | Finale D | Finale C | Finale C | Finale B | Finale B | Finale A      | Finale A      |
| Athlète      | Épreuves   | Temps          | Rang           | Temps            | Rang             | Temps        | Rang         | Temps    | Rang     | Temps    | Rang     | Temps    | Rang     | Temps         | Rang          |
| ------------ | ---------- | -------------- | -------------- | ---------------- | ---------------- | ------------ | ------------ | -------- | -------- | -------- | -------- | -------- | -------- | ------------- | ------------- |
| Ramona Härdi | Mass start | NC             | NC             | NC               | NC               | DNF          | DNF          | NC       | NC       | NC       | NC       | NC       | NC       | Non qualifiée | Non qualifiée |

### Saut à ski
| Athlète            | Épreuve         | Qualification | Qualification | Qualification | Première manche | Première manche | Première manche | Manche finale | Manche finale | Manche finale | Total        | Total        |
| Athlète            | Épreuve         | Distance      | Points        | Rang          | Distance        | Points          | Rang            | Distance      | Points        | Rang          | Points       | Rang         |
| ------------------ | --------------- | ------------- | ------------- | ------------- | --------------- | --------------- | --------------- | ------------- | ------------- | ------------- | ------------ | ------------ |
| Simon Ammann       | Tremplin normal | 102 m         | 122,3         | 10e Q         | 105,0 m         | 119,4           | 11e             | 104,5 m       | 117,2         | 10e           | 236,6        | 10e          |
| Simon Ammann       | Grand tremplin  | 140,0 m       | 122,6         | 10e Q         | 133,5 m         | 131,6           | 10e             | 130,5 m       | 120,5         | 13e           | 256,6        | 13e          |
| Gregor Deschwanden | Tremplin normal | 89,5 m        | 92,3          | 43e Q         | 99,5 m          | 101,1           | 28e             | 91,5 m        | 85,2          | 29e           | 185,3        | 29e          |
| Gregor Deschwanden | Grand tremplin  | 128,0 m       | 103,5         | 24e Q         | 123,0 m         | 105,8           | 36e             | Non qualifié  | Non qualifié  | Non qualifié  | Non qualifié | Non qualifié |

### Skeleton
| Athlète          | Épreuve | Manche 1 | Manche 1 | Manche 2 | Manche 2 | Manche 3 | Manche 3 | Manche 4 | Manche 4 | Total         | Total |
| Athlète          | Épreuve | Temps    | Rang     | Temps    | Rang     | Temps    | Rang     | Temps    | Rang     | Temps         | Rang  |
| ---------------- | ------- | -------- | -------- | -------- | -------- | -------- | -------- | -------- | -------- | ------------- | ----- |
| Marina Gilardoni | Femmes  | 52 s 34  | 10e      | 52 s 35  | 12e      | =52 s 28 | 10e      | 52 s 46  | 13e      | 3 min 29 s 43 | 11e   |

### Ski acrobatique

#### Hommes
| Athlète           | Épreuve   | Qualification | Qualification | Qualification | Qualification | Finale       | Finale       | Finale       | Finale       |
| Athlète           | Épreuve   | Manche 1      | Manche 2      | Meilleure     | Rang          | Manche 1     | Manche 2     | Meilleure    | Rang         |
| ----------------- | --------- | ------------- | ------------- | ------------- | ------------- | ------------ | ------------ | ------------ | ------------ |
| Robin Briguet     | Half-pipe | 23,00         | 29,40         | 29,40         | 25e           | Non qualifié | Non qualifié | Non qualifié | Non qualifié |
| Joel Gisler       | Half-pipe | 59,80         | 9,80          | 59,80         | 18e           | Non qualifié | Non qualifié | Non qualifié | Non qualifié |
| Rafael Kreienbühl | Half-pipe | 55,20         | 22,20         | 55,20         | 19e           | Non qualifié | Non qualifié | Non qualifié | Non qualifié |

| Athlète       | Épreuves | Qualification | Qualification | Qualification | Qualification | Qualification | Finale       | Finale       | Finale       | Finale       | Finale       | Finale       |
| Athlète       | Épreuves | Saut 1        | Saut 1        | Saut 2        | Saut 2        | Saut 2        | Saut 1       | Saut 1       | Saut 2       | Saut 2       | Saut 3       | Saut 3       |
| Athlète       | Épreuves | Points        | Rang          | Points        | Meilleur      | Rang          | Points       | Rang         | Points       | Rang         | Points       | Rang         |
| ------------- | -------- | ------------- | ------------- | ------------- | ------------- | ------------- | ------------ | ------------ | ------------ | ------------ | ------------ | ------------ |
| Mischa Gasser | Sauts    | 113,72        | 14e           | 121,72        | 121,72        | 6e Q          | 99,12        | 11e          | Non qualifié | Non qualifié | Non qualifié | Non qualifié |
| Nicolas Gygax | Sauts    | 88,29         | 20e           | 88,92         | 88,92         | 17e           | Non qualifié | Non qualifié | Non qualifié | Non qualifié | Non qualifié | Non qualifié |
| Dimitri Isler | Sauts    | 123,98        | 7e            | 88,94         | 123,98        | 3e Q          | 97,79        | 12e          | Non qualifié | Non qualifié | Non qualifié | Non qualifié |
| Noé Roth      | Sauts    | 116,06        | 13e           | 116,64        | 116,64        | 10e           | Non qualifié | Non qualifié | Non qualifié | Non qualifié | Non qualifié | Non qualifié |

| Athlète            | Épreuve   | Qualification | Qualification | 8es de finale | Quarts de finale | Demi-finale | Finale   | Finale                             |
| Athlète            | Épreuve   | Temps         | Rang          | Rang          | Rang             | Rang        | Rang     | Rang final                         |
| ------------------ | --------- | ------------- | ------------- | ------------- | ---------------- | ----------- | -------- | ---------------------------------- |
| Marc Bischofberger | Ski cross | 1 min 9 s 99  | 9e            | H2 : 1er Q    | Q1 : 2e Q        | D1 : 2e FA  | 2e       | Médaille d'argent, Jeux olympiques |
| Alex Fiva          | Ski cross | 1 min 8 s 74  | 1er           | H1 : 1er Q    | Q1 : DNF         | Q1 : DNF    | Q1 : DNF | Q1 : DNF                           |
| Jonas Lenherr      | Ski cross | 1 min 10 s 12 | 13e           | H4 : 2e Q     | Q2 : DNF         | Q2 : DNF    | Q2 : DNF | Q2 : DNF                           |
| Armin Niederer     | Ski cross | 1 min 9 s 46  | 4e            | H4 : 1er Q    | Q2 : 1er Q       | D1 : 3e FB  | 1er      | 5e                                 |

Légende : FA – Qualifié pour la finale A ; FB – Qualifié pour la finale B (places 5 à 8)
| Athlète        | Épreuve    | Qualification | Qualification | Qualification | Qualification | Finale       | Finale       | Finale       | Finale       | Finale       |
| Athlète        | Épreuve    | Manche 1      | Manche 2      | Meilleure     | Rang          | Manche 1     | Manche 2     | Manche 3     | Meilleure    | Rang         |
| -------------- | ---------- | ------------- | ------------- | ------------- | ------------- | ------------ | ------------ | ------------ | ------------ | ------------ |
| Elias Ambühl   | Slopestyle | 89,60         | 67,40         | 89,60         | 9e Q          | 18,80        | 71,60        | 73,20        | 73,20        | 9e           |
| Fabian Bösch   | Slopestyle | 8,20          | 55,00         | 55,00         | 24e           | Non qualifié | Non qualifié | Non qualifié | Non qualifié | Non qualifié |
| Jonas Hunziker | Slopestyle | 85,80         | 64,80         | 85,80         | 12e Q         | 5,20         | 66,20        | 46,40        | 66,20        | 10e          |
| Andri Ragettli | Slopestyle | 95,00         | 27,40         | 95,00         | 2e Q          | 85,80        | 73,20        | 65,40        | 85,80        | 7e           |

#### Femmes
| Athlète         | Épreuves | Qualification | Qualification | Qualification | Qualification | Qualification | Qualification | Finale        | Finale        | Finale        | Finale        | Finale        | Finale        | Finale        | Finale        | Finale        |
| Athlète         | Épreuves | Course 1      | Course 1      | Course 1      | Course 2      | Course 2      | Course 2      | Finale 1      | Finale 1      | Finale 1      | Finale 2      | Finale 2      | Finale 2      | Finale 3      | Finale 3      | Finale 3      |
| Athlète         | Épreuves | Temps         | Points        | Rang          | Temps         | Points        | Rang          | Temps         | Points        | Rang          | Temps         | Points        | Rang          | Temps         | Points        | Rang          |
| --------------- | -------- | ------------- | ------------- | ------------- | ------------- | ------------- | ------------- | ------------- | ------------- | ------------- | ------------- | ------------- | ------------- | ------------- | ------------- | ------------- |
| Deborah Scanzio | Bosses   | 30 s 82       | 66,38         | 21e           | 31 s 29       | 69,02         | 11e           | Non qualifiée | Non qualifiée | Non qualifiée | Non qualifiée | Non qualifiée | Non qualifiée | Non qualifiée | Non qualifiée | Non qualifiée |

| Athlète           | Épreuve   | Qualification | Qualification | 8es de finale | Quarts de finale | Demi-finale   | Finale        | Finale                              |
| Athlète           | Épreuve   | Temps         | Rang          | Rang          | Rang             | Rang          | Rang          | Rang final                          |
| ----------------- | --------- | ------------- | ------------- | ------------- | ---------------- | ------------- | ------------- | ----------------------------------- |
| Priscillia Annen  | Ski cross | 2 min 30 s 3  | 23e           | H7 : 3e       | Non qualifiée    | Non qualifiée | Non qualifiée | Non qualifiée                       |
| Talina Gantenbein | Ski cross | 1 min 15 s 97 | 16e           | H1 : 2e Q     | Q1 : 3e          | Non qualifiée | Non qualifiée | Non qualifiée                       |
| Sanna Lüdi        | Ski cross | 1 min 15 s 13 | 10e           | H7 : 2e Q     | Q4 : 2e Q        | D2 : 3e FB    | 3e            | 7e                                  |
| Fanny Smith       | Ski cross | 1 min 13 s 90 | 5e            | H3 : 1re Q    | Q2 : 1re Q       | D1 : 2e FA    | 3e            | Médaille de bronze, Jeux olympiques |

Légende : FA – Qualifié pour la finale A ; FB – Qualifié pour la finale B (places 5 à 8)
| Athlète          | Épreuve    | Qualification | Qualification | Qualification | Qualification | Finale   | Finale   | Finale   | Finale    | Finale                             |
| Athlète          | Épreuve    | Manche 1      | Manche 2      | Meilleure     | Rang          | Manche 1 | Manche 2 | Manche 3 | Meilleure | Rang                               |
| ---------------- | ---------- | ------------- | ------------- | ------------- | ------------- | -------- | -------- | -------- | --------- | ---------------------------------- |
| Mathilde Gremaud | Slopestyle | 85,70         | 71,60         | 85,70         | 5e            | 88,00    | 29,40    | 29,40    | 88,00     | Médaille d'argent, Jeux olympiques |
| Sarah Höfflin    | Slopestyle | 83,00         | 21,20         | 83,00         | 7e            | 83,80    | 27,80    | 91,20    | 91,20     | Médaille d'or, Jeux olympiques     |

### Ski alpin

#### Hommes
| Athlète          | Épreuve                                  | Manche 1                                 | Manche 1                                 | Manche 2                                 | Manche 2                                 | Total                                    | Total                                    |
| Athlète          | Épreuve                                  | Temps                                    | Rang                                     | Temps                                    | Rang                                     | Temps                                    | Rang                                     |
| ---------------- | ---------------------------------------- | ---------------------------------------- | ---------------------------------------- | ---------------------------------------- | ---------------------------------------- | ---------------------------------------- | ---------------------------------------- |
| Luca Aerni       | Combiné                                  | 1 min 21 s 34                            | 25e                                      | 48 s 18                                  | 11e                                      | 2 min 9 s 52                             | 11e                                      |
| Luca Aerni       | Slalom géant                             | 1 min 11 s 40                            | 26e                                      | 1 min 10 s 22                            | 7e                                       | 2 min 21 s 62                            | 19e                                      |
| Luca Aerni       | Slalom                                   | DNF                                      | DNF                                      | DNF                                      | DNF                                      | DNF                                      | DNF                                      |
| Gino Caviezel    | Géant                                    | 1 min 9 s 99                             | 13e                                      | 1 min 11 s 26                            | 24e                                      | 2 min 21 s 25                            | 15e                                      |
| Mauro Caviezel   | Descente                                 | NC                                       | NC                                       | NC                                       | NC                                       | 1 min 41 s 86                            | 13e                                      |
| Mauro Caviezel   | Combiné                                  | 1 min 20 s 47                            | 11e                                      | 49 s 13                                  | 18e                                      | 2 min 9 s 60                             | 12e                                      |
| Mauro Caviezel   | Super-G                                  | NC                                       | NC                                       | NC                                       | NC                                       | DNF                                      | DNF                                      |
| Beat Feuz        | Descente                                 | NC                                       | NC                                       | NC                                       | NC                                       | 1 min 40 s 43                            | Médaille de bronze, Jeux olympiques      |
| Beat Feuz        | Super-G                                  | NC                                       | NC                                       | NC                                       | NC                                       | 1 min 24 s 57                            | Médaille d'argent, Jeux olympiques       |
| Marc Gisin       | Descente                                 | NC                                       | NC                                       | NC                                       | NC                                       | 1 min 42 s 82                            | 21e                                      |
| Carlo Janka      | Combiné                                  | 1 min 20 s 58                            | 14e                                      | 49 s 22                                  | 20e                                      | 2 min 9 s 80                             | 15e                                      |
| Carlo Janka      | Descente                                 | Non retenu après les sélections internes | Non retenu après les sélections internes | Non retenu après les sélections internes | Non retenu après les sélections internes | Non retenu après les sélections internes | Non retenu après les sélections internes |
| Carlo Janka      | Super-G                                  | Non retenu après les sélections internes | Non retenu après les sélections internes | Non retenu après les sélections internes | Non retenu après les sélections internes | Non retenu après les sélections internes | Non retenu après les sélections internes |
| Patrick Küng     |                                          |                                          |                                          |                                          |                                          |                                          |                                          |
| Descente         | Non retenu après les sélections internes | Non retenu après les sélections internes | Non retenu après les sélections internes | Non retenu après les sélections internes | Non retenu après les sélections internes | Non retenu après les sélections internes |                                          |
| Super-G          | Non retenu après les sélections internes | Non retenu après les sélections internes | Non retenu après les sélections internes | Non retenu après les sélections internes | Non retenu après les sélections internes | Non retenu après les sélections internes |                                          |
| Loïc Meillard    | Slalom géant                             | 1 min 9 s 77                             | 12e                                      | 1 min 10 s 68                            | 17e                                      | 2 min 20 s 45                            | 9e                                       |
| Loïc Meillard    | Slalom                                   | 49 s 63                                  | 19e                                      | 50 s 69                                  | 3e                                       | 1 min 40 s 32                            | 14e                                      |
| Justin Murisier  | Combiné                                  | 1 min 21 s 58                            | 30e                                      | DNF                                      | DNF                                      | DNF                                      | DNF                                      |
| Justin Murisier  | Slalom géant                             | DNF                                      | DNF                                      | DNF                                      | DNF                                      | DNF                                      | DNF                                      |
| Gilles Roulin    | Descente                                 | NC                                       | NC                                       | NC                                       | NC                                       | 1 min 43 s 88                            | 33e                                      |
| Gilles Roulin    | Super-G                                  | NC                                       | NC                                       | NC                                       | NC                                       | 1 min 26 s 20                            | 21e                                      |
| Thomas Tumler    | Super-G                                  | NC                                       | NC                                       | NC                                       | NC                                       | 1 min 26 s 52                            | 26e                                      |
| Daniel Yule      | Slalom                                   | 48 s 88                                  | 11e                                      | 51 s 24                                  | 13e                                      | 1 min 40 s 12                            | 8e                                       |
| Ramon Zenhäusern | Slalom                                   | 48 s 66                                  | 9e                                       | 50 s 67                                  | 2e                                       | 1 min 39 s 33                            | Médaille d'argent, Jeux olympiques       |

#### Femmes
| Athlète           | Épreuve      | Manche 1                                  | Manche 1                                  | Manche 2                                  | Manche 2                                  | Total                                     | Total                                     |
| Athlète           | Épreuve      | Temps                                     | Rang                                      | Temps                                     | Rang                                      | Temps                                     | Rang                                      |
| ----------------- | ------------ | ----------------------------------------- | ----------------------------------------- | ----------------------------------------- | ----------------------------------------- | ----------------------------------------- | ----------------------------------------- |
| Denise Feierabend | Slalom       | 51 s 94                                   | 24e                                       | 49 s 80                                   | 6e                                        | 1 min 41 s 73                             | 14e                                       |
| Denise Feierabend | Combiné      | 1 min 43 s 4                              | 17e                                       | 40 s 90                                   | 5e                                        | 2 min 23 s 94                             | 9e                                        |
| Jasmine Flury     | Super-G      | NC                                        | NC                                        | NC                                        | NC                                        | 1 min 23 s 30                             | 27e                                       |
| Jasmine Flury     | Descente     | NC                                        | NC                                        | NC                                        | NC                                        | DNF                                       | DNF                                       |
| Michelle Gisin    | Slalom       | 51 s 43                                   | 18e                                       | 50 s 42                                   | 12e                                       | 1 min 41 s 85                             | 16e                                       |
| Michelle Gisin    | Super-G      | NC                                        | NC                                        | NC                                        | NC                                        | 1 min 21 s 57                             | 9e                                        |
| Michelle Gisin    | Descente     | NC                                        | NC                                        | NC                                        | NC                                        | 1 min 40 s 55                             | 8e                                        |
| Michelle Gisin    | Combiné      | 1 min 40 s 14                             | 3e                                        | 40 s 76                                   | 4e                                        | 2 min 20 s 90                             | Médaille d'or, Jeux olympiques            |
| Lara Gut          | Slalom géant | DNF                                       | DNF                                       | DNF                                       | DNF                                       | DNF                                       | DNF                                       |
| Lara Gut          | Super-G      | NC                                        | NC                                        | NC                                        | NC                                        | 1 min 21 s 23                             | 4e                                        |
| Lara Gut          | Descente     | NC                                        | NC                                        | NC                                        | NC                                        | DNF                                       | DNF                                       |
| Lara Gut          | Combiné      | Abandon sur blessure                      | Abandon sur blessure                      | Abandon sur blessure                      | Abandon sur blessure                      | Abandon sur blessure                      | Abandon sur blessure                      |
| Joana Hählen      | Super-G      | Non retenue après les sélections internes | Non retenue après les sélections internes | Non retenue après les sélections internes | Non retenue après les sélections internes | Non retenue après les sélections internes | Non retenue après les sélections internes |
| Joana Hählen      | Descente     | Non retenue après les sélections internes | Non retenue après les sélections internes | Non retenue après les sélections internes | Non retenue après les sélections internes | Non retenue après les sélections internes | Non retenue après les sélections internes |
| Wendy Holdener    | Slalom géant | 1 min 11 s 92                             | 13e                                       | 1 min 9 s 35                              | 6e                                        | 2 min 21 s 27                             | 9e                                        |
| Wendy Holdener    | Slalom       | 48 s 89                                   | 1re                                       | 49 s 79                                   | 5e                                        | 1 min 38 s 68                             | Médaille d'argent, Jeux olympiques        |
| Wendy Holdener    | Combiné      | 1 min 42 s 11                             | 10e                                       | 40 s 23                                   | 1re                                       | 2 min 22 s 34                             | Médaille de bronze, Jeux olympiques       |
| Mélanie Meillard  | Slalom géant | Abandon sur blessure                      | Abandon sur blessure                      | Abandon sur blessure                      | Abandon sur blessure                      | Abandon sur blessure                      | Abandon sur blessure                      |
| Mélanie Meillard  | Slalom       | Abandon sur blessure                      | Abandon sur blessure                      | Abandon sur blessure                      | Abandon sur blessure                      | Abandon sur blessure                      | Abandon sur blessure                      |
| Corinne Suter     | Super-G      | NC                                        | NC                                        | NC                                        | NC                                        | 1 min 22 s 24                             | 17e                                       |
| Corinne Suter     | Descente     | NC                                        | NC                                        | NC                                        | NC                                        | 1 min 40 s 29                             | 6e                                        |
| Simone Wild       | Slalom géant | 1 min 13 s 52                             | 22e                                       | 1 min 13 s 23                             | 33e                                       | 2 min 26 s 75                             | 28e                                       |

#### Mixte
| Athlète                                                                               | Épreuve    | Huitième de finale | Quart de finale          | Demi-finale  | Finale         | Rang                           |
| ------------------------------------------------------------------------------------- | ---------- | ------------------ | ------------------------ | ------------ | -------------- | ------------------------------ |
| Denise Feierabend Wendy Holdener Daniel Yule Ramon Zenhäusern Luca Aerni (remplaçant) | Team Event | Hongrie V 4-0      | Allemagne V 2-2 –0 s 40* | France V 3-1 | Autriche V 3-1 | Médaille d'or, Jeux olympiques |

* l'écart prend en compte l’addition des temps de la femme et de l'homme les plus rapides

### Ski de fond

#### Distance
| Athlète                                              | Épreuve          | Classique     | Classique | Libre         | Libre | Résultat final    | Résultat final  | Résultat final                 |
| Athlète                                              | Épreuve          | Temps         | Rang      | Temps         | Rang  | Temps             | Retard          | Rang                           |
| ---------------------------------------------------- | ---------------- | ------------- | --------- | ------------- | ----- | ----------------- | --------------- | ------------------------------ |
| Jonas Baumann                                        | Skiathlon        | 42 min 25 s 7 | 38e       | 37 min 20 s 1 | 35e   | 1 h 20 min 13 s 4 | + 3 min 53 s 4  | 39e                            |
| Dario Cologna                                        | Skiathlon        | 40 min 30 s 9 | 3e        | 35 min 41 s 9 | 12e   | 1 h 16 min 45 s 1 | + 25 s 1        | 6e                             |
| Dario Cologna                                        | 15 km            | NC            | NC        | NC            | NC    | 33 min 43 s 9     | –               | Médaille d'or, Jeux olympiques |
| Dario Cologna                                        | 50 km            | NC            | NC        | NC            | NC    | 2 h 12 min 43 s 2 | + 4 min 21 s 1  | 9e                             |
| Toni Livers                                          | Skiathlon        | 42 min 36 s 1 | 44e       | 37 min 0 s 8  | 33e   | 1 h 20 min 13 s 4 | + 3 min 53 s 4  | 40e                            |
| Toni Livers                                          | 15 km            | NC            | NC        | NC            | NC    | 36 min 14 s 5     | + 2 min 30 s 6  | 34e                            |
| Candide Pralong                                      | Skiathlon        | 42 min 26 s 0 | 39e       | 36 min 16 s 1 | 21e   | 1 h 19 min 15 s 6 | + 2 min 55 s 6  | 31e                            |
| Candide Pralong                                      | 15 km            | NC            | NC        | NC            | NC    | 36 min 47 s 7     | + 3 min 3 s 8   | 50e                            |
| Candide Pralong                                      | 50 km            | NC            | NC        | NC            | NC    | 2 h 18 min 41 s 5 | + 10 min 19 s 4 | 31e                            |
| Roman Furger                                         | 15 km            | NC            | NC        | NC            | NC    | 34 min 56 s 3     | + 1 min 12 s 4  | 12e                            |
| Jonas Baumann Dario Cologna Toni Livers Roman Furger | Relais 4 x 10 km | NC            | NC        | NC            | NC    | 1 h 38 min 1 s 4  | + 4 min 56 s 5  | 11es                           |
| Ueli Schnider                                        | 50 km            | NC            | NC        | NC            | NC    | 2 h 23 min 17 s 3 | + 14 min 55 s 2 | 45e                            |

| Athlète                                                                          | Épreuve          | Classique     | Classique | Libre         | Libre | Résultat final    | Résultat final | Résultat final |
| Athlète                                                                          | Épreuve          | Temps         | Rang      | Temps         | Rang  | Temps             | Retard         | Rang           |
| -------------------------------------------------------------------------------- | ---------------- | ------------- | --------- | ------------- | ----- | ----------------- | -------------- | -------------- |
| Nadine Fähndrich                                                                 | Skiathlon        | 22 min 3 s 9  | 23e       | 21 min 14 s 6 | 45e   | 43 min 50 s 4     | + 3 min 5 s 5  | 27e            |
| Nathalie von Siebenthal                                                          | Skiathlon        | 21 min 27 s 1 | 8e        | 19 min 5 s 1  | 6e    | 41 min 2 s 5      | + 17 s 6       | 6e             |
| Nathalie von Siebenthal                                                          | 10 km classiques | NC            | NC        | NC            | NC    | 25 min 50 s 3     | + 49 s 8       | 6e             |
| Nathalie von Siebenthal                                                          | 30 km            | NC            | NC        | NC            | NC    | 1 h 31 min 27 s 9 | + 9 min 10 s 3 | 22e            |
| Lydia Hiernickel                                                                 | 10 km classiques | NC            | NC        | NC            | NC    | 28 min 33 s 4     | + 3 min 32 s 9 | 49e            |
| Laurien Van Der Graaff Nadine Fähndrich Nathalie von Siebenthal Lydia Hiernickel | Relais 4 x 5 km  | NC            | NC        | NC            | NC    | 53 min 15 s 8     | + 1 min 51 s 5 | 7es            |

#### Sprint
| Athlète                    | Épreuve            | Qualification | Qualification | Quart de finale | Quart de finale | Demi-finale    | Demi-finale  | Finale        | Finale        |
| Athlète                    | Épreuve            | Temps         | Rang          | Temps           | Rang            | Temps          | Rang         | Temps         | Rang          |
| -------------------------- | ------------------ | ------------- | ------------- | --------------- | --------------- | -------------- | ------------ | ------------- | ------------- |
| Jovian Hediger             | Sprint             | 3 min 15 s 86 | 17e Q         | 3 min 14 s 25   | Q3 : 4e         | Non qualifié   | Non qualifié | Non qualifié  | Non qualifié  |
| Erwan Käser                | Sprint             | 3 min 22 s 48 | 50e           | Non qualifié    | Non qualifié    | Non qualifié   | Non qualifié | Non qualifié  | Non qualifié  |
| Ueli Schnider              | Sprint             | 3 min 19 s 47 | 39e           | Non qualifié    | Non qualifié    | Non qualifié   | Non qualifié | Non qualifié  | Non qualifié  |
| Dario Cologna Roman Furger | Sprint par équipes | NC            | NC            | NC              | NC              | 16 min 10 s 52 | D2 : 6es     | Non qualifiés | Non qualifiés |

| Athlète                                 | Épreuve            | Qualification | Qualification | Quart de finale | Quart de finale | Demi-finale    | Demi-finale   | Finale         | Finale        |
| Athlète                                 | Épreuve            | Temps         | Rang          | Temps           | Rang            | Temps          | Rang          | Temps          | Rang          |
| --------------------------------------- | ------------------ | ------------- | ------------- | --------------- | --------------- | -------------- | ------------- | -------------- | ------------- |
| Nadine Fähndrich                        | Sprint             | 3 min 19 s 42 | 20e Q         | 3 min 14 s 82   | Q3 : 4e         | Non qualifiée  | Non qualifiée | Non qualifiée  | Non qualifiée |
| Laurien Van Der Graaff                  | Sprint             | 3 min 19 s 62 | 21e Q         | 3 min 12 s 15   | Q5 : 2e Q       | 3 min 15 s 65  | D2 : 5e       | Non qualifiée  | Non qualifiée |
| Nadine Fähndrich Laurien Van Der Graaff | Sprint par équipes | NC            | NC            | NC              | NC              | 16 min 39 s 83 | D1 : 2es Q    | 16 min 17 s 79 | 4es           |

### Snowboard

#### Hommes

##### Big air
| Athlète         | Épreuve | Qualification | Qualification | Qualification | Qualification | Finale       | Finale       | Finale       | Finale                      | Finale       |
| Athlète         | Épreuve | Manche 1      | Manche 2      | Meilleur      | Rang          | Manche 1     | Manche 2     | Manche 3     | Addition des deux meilleurs | Rang         |
| --------------- | ------- | ------------- | ------------- | ------------- | ------------- | ------------ | ------------ | ------------ | --------------------------- | ------------ |
| Jonas Bösiger   | Big air | 96,00         | 35,25         | 96,00         | Q2 : 2e Q     | 77,50        | 0,00         | 40,75        | 118,25                      | 8e           |
| Nicolas Huber   | Big air | 76,75         | 44,50         | 76,75         | 13e           | Non qualifié | Non qualifié | Non qualifié | Non qualifié                | Non qualifié |
| Michael Schärer | Big air | 87,00         | 44,00         | 87,00         | Q1 : 5e Q     | 0,00         | 62,25        | 78,50        | 140,75                      | 6e           |
| Moritz Thönen   | Big air | DNS           | DNS           | DNS           | DNS           | DNS          | DNS          | DNS          | DNS                         | DNS          |

Légende : Q – Qualifié pour la finale

##### Slalom géant parallèle
| Athlète         | Épreuve                | Qualification | Qualification | 8es de finale           | Quart de finale             | Demi-finale        | Finale              | Finale                         |
| Athlète         | Épreuve                | Temps         | Rang          | Adversaire Temps        | Adversaire Temps            | Adversaire Temps   | Adversaire Temps    | Rang                           |
| --------------- | ---------------------- | ------------- | ------------- | ----------------------- | --------------------------- | ------------------ | ------------------- | ------------------------------ |
| Dario Caviezel  | Slalom géant parallèle | 1 min 26 s 39 | 21e           | Non qualifié            | Non qualifié                | Non qualifié       | Non qualifié        | Non qualifié                   |
| Kaspar Flütsch  | Slalom géant parallèle | 1 min 26 s 26 | 22e           | Non qualifié            | Non qualifié                | Non qualifié       | Non qualifié        | Non qualifié                   |
| Nevin Galmarini | Slalom géant parallèle | 1 min 24 s 78 | 1er Q         | Mastnak (SLO) V –0 s 38 | Fischnaller (ITA) V –0 s 06 | Dufour (FRA) V DNF | Lee (KOR) V –0 s 43 | Médaille d'or, Jeux olympiques |

Légende : Q - Qualifié ; V - Victoire ; D - Défaite

##### Half-pipe
| Athlète             | Épreuve   | Qualification         | Qualification         | Qualification         | Qualification         | Finale                | Finale                | Finale                | Finale                |
| Athlète             | Épreuve   | Manche 1              | Manche 2              | Meilleur              | Rang                  | Manche 1              | Manche 2              | Meilleur              | Rang                  |
| ------------------- | --------- | --------------------- | --------------------- | --------------------- | --------------------- | --------------------- | --------------------- | --------------------- | --------------------- |
| Elias Allenspach    | Half-pipe | 23,75                 | 25,50                 | 25,50                 | 27e                   | Non qualifié          | Non qualifié          | Non qualifié          | Non qualifié          |
| Patrick Burgener    | Half-pipe | 82,00                 | 50,25                 | 82,00                 | 9e Q                  | 84,00                 | 51,00                 | 89,75                 | 5e                    |
| David Hablützel     | Half-pipe | Abandon pour blessure | Abandon pour blessure | Abandon pour blessure | Abandon pour blessure | Abandon pour blessure | Abandon pour blessure | Abandon pour blessure | Abandon pour blessure |
| Iouri Podladtchikov | Half-pipe | Abandon pour blessure | Abandon pour blessure | Abandon pour blessure | Abandon pour blessure | Abandon pour blessure | Abandon pour blessure | Abandon pour blessure | Abandon pour blessure |
| Jan Scherrer        | Half-pipe | 84,00                 | 16,00                 | 84,00                 | 6e Q                  | 31,25                 | 80,50                 | 70,75                 | 9e                    |

Légende : Q – Qualifié pour la finale

##### Slopestyle
| Athlète         | Épreuve    | Qualification | Qualification | Qualification | Qualification | Finale       | Finale       | Finale       | Finale       |
| Athlète         | Épreuve    | Manche 1      | Manche 2      | Meilleur      | Rang          | Manche 1     | Manche 2     | Meilleur     | Rang         |
| --------------- | ---------- | ------------- | ------------- | ------------- | ------------- | ------------ | ------------ | ------------ | ------------ |
| Jonas Bösiger   | Slopestyle | 18,68         | 58,26         | 58,26         | 8e            | Non qualifié | Non qualifié | Non qualifié | Non qualifié |
| Nicolas Huber   | Slopestyle | 34,25         | 36,90         | 36,90         | 16e           | Non qualifié | Non qualifié | Non qualifié | Non qualifié |
| Michael Schärer | Slopestyle | 37,61         | 27,01         | 37,61         | 14e           | Non qualifié | Non qualifié | Non qualifié | Non qualifié |
| Moritz Thönen   | Slopestyle | 19,53         | 23,55         | 23,55         | 16e           | Non qualifié | Non qualifié | Non qualifié | Non qualifié |

Légende : Q – Qualifié pour la finale

##### Snowboard cross
| Athlète       | Épreuve         | Manche de classement | Manche de classement | Huitièmes de finale | Quart de finale | Demi-finale  | Finale       | Finale       |
| Athlète       | Épreuve         | Temps                | Rang                 | Rang                | Rang            | Rang         | Rang         | Rang final   |
| ------------- | --------------- | -------------------- | -------------------- | ------------------- | --------------- | ------------ | ------------ | ------------ |
| Kalle Koblet  | Snowboard cross | 1 min 14 s 25        | 9e                   | H2 : 3e Q           | Q1 : DNF        | Non qualifié | Non qualifié | Non qualifié |
| Jérôme Lymann | Snowboard cross | 1 min 14 s 77        | 21e                  | H3 : 1er Q          | Q2 : 4e         | Non qualifié | Non qualifié | Non qualifié |

Légende : FA – Qualifié pour la finale A ; FB – Qualifié pour la finale B (places 8 à 16)

#### Femmes

##### Big air
| Athlète        | Épreuve | Qualification | Qualification | Qualification | Qualification | Finale        | Finale        | Finale        | Finale        | Finale        |
| Athlète        | Épreuve | Manche 1      | Manche 2      | Meilleur      | Rang          | Manche 1      | Manche 2      | Manche 3      | Meilleur      | Rang          |
| -------------- | ------- | ------------- | ------------- | ------------- | ------------- | ------------- | ------------- | ------------- | ------------- | ------------- |
| Sina Candrian  | Big air | 31,75         | 86,00         | 86,00         | 8e Q          | 0,00          | 76,25         | 64,00         | 76,25         | 5e            |
| Isabel Derungs | Big air | 54,00         | 59,25         | 59,25         | 22e           | Non qualifiée | Non qualifiée | Non qualifiée | Non qualifiée | Non qualifiée |
| Elena Könz     | Big air | 62,00         | 65,75         | 65,75         | 18e           | Non qualifiée | Non qualifiée | Non qualifiée | Non qualifiée | Non qualifiée |
| Carla Somaini  | Big air | 70,75         | 24,75         | 70,75         | 15e           | Non qualifiée | Non qualifiée | Non qualifiée | Non qualifiée | Non qualifiée |

##### Slalom géant parallèle
| Athlète         | Épreuve                | Qualification | Qualification | 8es de finale           | Quart de finale           | Demi-finale      | Finale           | Finale        |
| Athlète         | Épreuve                | Temps         | Rang          | Adversaire Temps        | Adversaire Temps          | Adversaire Temps | Adversaire Temps | Rang          |
| --------------- | ---------------------- | ------------- | ------------- | ----------------------- | ------------------------- | ---------------- | ---------------- | ------------- |
| Ladina Jenny    | Slalom géant parallèle | 1 min 33 s 19 | 12e Q         | Ulbing (AUT) D DNF      | Non qualifiée             | Non qualifiée    | Non qualifiée    | Non qualifiée |
| Patrizia Kummer | Slalom géant parallèle | 1 min 33 s 59 | 16e Q         | Ledecká (CZE) D +0 s 71 | Non qualifiée             | Non qualifiée    | Non qualifiée    | Non qualifiée |
| Stefanie Müller | Slalom géant parallèle | 1 min 35 s 59 | 23e           | Non qualifiée           | Non qualifiée             | Non qualifiée    | Non qualifiée    | Non qualifiée |
| Julie Zogg      | Slalom géant parallèle | 1 min 32 s 89 | 7e Q          | Król (POL) V –0 s 70    | Zavarzina (OAR) D +1 s 88 | Non qualifiée    | Non qualifiée    | Non qualifiée |

Légende : Q - Qualifié ; V - Victoire ; D - Défaite

##### Half-pipe
| Athlète       | Épreuve   | Qualification | Qualification | Qualification | Qualification | Demi-finale   | Demi-finale   | Demi-finale   | Demi-finale   | Finale        | Finale        | Finale        | Finale        |
| Athlète       | Épreuve   | Manche 1      | Manche 2      | Meilleur      | Rang          | Manche 1      | Manche 2      | Meilleur      | Rang          | Manche 1      | Manche 2      | Meilleur      | Rang          |
| ------------- | --------- | ------------- | ------------- | ------------- | ------------- | ------------- | ------------- | ------------- | ------------- | ------------- | ------------- | ------------- | ------------- |
| Verena Rohrer | Half-pipe | 16,50         | 55,00         | 55,00         | 14e           | Non qualifiée | Non qualifiée | Non qualifiée | Non qualifiée | Non qualifiée | Non qualifiée | Non qualifiée | Non qualifiée |

Légende : QF – Qualifié directement pour la finale ; QS – Qualifié pour les demi-finales

##### Slopestyle
| Athlète        | Épreuve    | Qualification           | Qualification           | Qualification           | Qualification           | Finale   | Finale   | Finale   | Finale |
| Athlète        | Épreuve    | Manche 1                | Manche 2                | Meilleur                | Rang                    | Manche 1 | Manche 2 | Meilleur | Rang   |
| -------------- | ---------- | ----------------------- | ----------------------- | ----------------------- | ----------------------- | -------- | -------- | -------- | ------ |
| Sina Candrian  | Slopestyle | Qualifications annulées | Qualifications annulées | Qualifications annulées | Qualifications annulées | 66,35    | 39,80    | 66,35    | 7e     |
| Isabel Derungs | Slopestyle | Qualifications annulées | Qualifications annulées | Qualifications annulées | Qualifications annulées | 39,66    | 31,98    | 39,66    | 18e    |
| Elena Könz     | Slopestyle | Qualifications annulées | Qualifications annulées | Qualifications annulées | Qualifications annulées | 17,28    | 59,00    | 59,00    | 10e    |
| Carla Somaini  | Slopestyle | Qualifications annulées | Qualifications annulées | Qualifications annulées | Qualifications annulées | 36,71    | 23,08    | 36,71    | 20e    |

##### Snowboard cross
| Athlète              | Épreuve         | Qualification | Qualification | Qualification   | Qualification | Quart de finale | Demi-finale   | Finale        | Finale |
| Athlète              | Épreuve         | Temps 1       | Temps 2       | Meilleur        | Rang          | Rang            | Rang          | Rang final    |        |
| -------------------- | --------------- | ------------- | ------------- | --------------- | ------------- | --------------- | ------------- | ------------- | ------ |
| Lara Casanova        | Snowboard cross | 1 min 22 s 26 | DNS           | 1 min 22 s 26 Q | 21e           | Q2 : 4e         | Non qualifiée | Non qualifiée |        |
| Alexandra Lea Hasler | Snowboard cross | 1 min 20 s 87 | 1 min 20 s 49 | 1 min 20 s 49 Q | 16e           | Q1 : 5e         | Non qualifiée | Non qualifiée |        |
| Simona Meiler        | Snowboard cross | 1 min 18 s 95 | NC            | 1 min 18 s 95 Q | 7e            | Q4 : 6e         | Non qualifiée | Non qualifiée |        |